# FC Twente in het seizoen 2006/07
Het seizoen 2006/2007 was het 42e jaar in het bestaan van de Enschedese voetbalclub FC Twente. De Tukkers kwamen uit in de Nederlandse Eredivisie, namen deel aan het toernooi om de KNVB beker en speelden in de Intertoto Cup en UEFA Cup.

## De ploeg
Fred Rutten was als opvolger van interim-coach Jan van Staa teruggekeerd als hoofdtrainer in het Arke Stadion. Hij combineerde het trainerschap met de functie van technisch directeur, een functie waarin hij de opgestapte Johan Plageman was opgevolgd. Samen met zijn assistent René Eijkelkamp was Rutten overgekomen van PSV, waar het tweetal als assistent-trainers onder Guus Hiddink hadden gewerkt. De nieuwe trainer roerde zich stevig op de transfermarkt. Zo kwam de Australische international Luke Wilkshire over van Bristol City en werd Rob Wielaert ingelijfd van NEC Doelman Cees Paauwe keerde na anderhalf jaar ADO Den Haag terug bij Twente. Ook Niels Oude Kamphuis keerde na zeven seizoenen Bundesliga terug op zijn oude nest. Wegens een hardnekkige achillespeesblessure stopte hij echter in mei 2007 na nog geen volledig seizoen met betaald voetbal.
Otman Bakkal werd voor een jaar gehuurd van PSV en Orlando Engelaar, in wie Twente al langer belangstelling had, werd op 31 augustus 2006, de laatste dag van de transferperiode, overgenomen van het Belgische KRC Genk. Tot de vertrekkende spelers behoorden Elbekay Bouchiba (Roda JC), doelverdediger Remko Pasveer (Heracles Almelo) en Karim Touzani (Aberdeen FC).
Ook tijdens de tweede transferperiode in de winter van 2007 waren er diverse mutaties. Dmitri Sjoekov en Georgi Gakhokidze hingen hun voetbalschoenen aan de wilgen. Peter Niemeyer vertrok naar Werder Bremen, Rahim naar Skoda Xanthi en Bas Sibum naar Roda JC. Van FC Utrecht werd verdediger Edson Braafheid aangetrokken. Ismaïl Aissati werd voor een half jaar gehuurd van PSV.

## Het seizoen
Het seizoen 2006/2007 begon zeer moeizaam met een forse nederlaag uit tegen Heracles Almelo en uitschakeling in de tweede voorronde van de UEFA Cup tegen FC Levadia Tallinn uit Estland. Hierna werd de weg omhoog ingeslagen. De eerste thuiswedstrijd was een 1-0-zege tegen landskampioen PSV. Enkele dagen later werd de transfer van Orlando Engelaar beklonken. Engelaar zou gedurende het seizoen een sleutelrol op het middenveld opeisen en wist zich zelfs in het Nederlands elftal te spelen. Vooral thuis in het Arke Stadion bleek Twente voor tegenstanders een moeilijk te nemen horde, in de competitie ging enkel het duel tegen Ajax verloren.
In de reguliere competitie eindigde Twente op een vierde plek, op negen punten van landskampioen PSV. De ploeg kwam negentienmaal tot winst, verloor zes keer en kwam negenmaal tot een gelijk spel. Hiermee plaatste het zich voor de play-offs voor de voorronde Champions League. In twee wedstrijden werden de Tukkers echter uitgeschakeld door AZ (1-1, 0-2). Met de vierde plek plaatste de ploeg zich voor het eerst sinds 2001 rechtstreeks voor de UEFA Cup. Clubtopscorer in de competitie werd voor het vierde achtereenvolgende seizoen Blaise Nkufo, die 22 keer het net wist te vinden. Ook Kennedy Bakırcıoğlu scoorde geregeld: in totaal vijftien competitiedoelpunten.
In juli 2006 was Twente een van de winnaars van de Intertoto Cup, door te winnen van het Zweedse Kalmar FF (0-1, 3-1). Hiermee plaatste de ploeg zich voor de tweede voorronde van de UEFA Cup 2006/07, waarin echter verloren werd van FC Levadia (0-1, 1-1). In het toernooi om de KNVB beker 2006/07 werd in de tweede ronde amateurclub DOTO verslagen en in de derde ronde NEC In de vierde ronde werd Twente in een thuiswedstrijd door een doelpunt in de laatste minuut uitgeschakeld door NAC Breda.

## Wedstrijdstatistieken

### Eredivisie 2006/07
| | |               |                                                                                        | |
| 20 augustus 2006 | Heracles Almelo | 3 - 0 (1 - 0) | FC Twente                                                                              | Opstelling FC Twente: |
| Polman Stadion 8.500 toeschouwers Jan Wegereef | Kwame Quansah 38' Stefaan Tanghe 80' Diego Biseswar 90'                                                                                      |               |                                                                                        | Boschker, Wilkshire, Wielaert, Zomer (64' Bakkal), Heubach, Niemeyer, Brama, Bakırcıoğlu, Gerritsen (64' Gakhokidze), Nkufo, Touma (73' Afonso) Luke Wilkshire (43') |
| | |               |                                                                                        | |
| 27 augustus 2006 | FC Twente | 1 - 0 (0 - 0) | PSV                                                                                    | Opstelling FC Twente: |
| Arke Stadion 13.000 toeschouwers Dick van Egmond | Blaise Nkufo 72' |               |                                                                                        | Boschker, Wielaert, Niemeyer, Zomer, Heubach, Sibum, Brama (77' Rahim), Bakırcıoğlu, Bakkal, Nkufo, Touma (69' Gakhokidze)                                           |
| | |               |                                                                                        | |
| 8 september 2006 | FC Twente | 2 - 2 (1 - 2) | Roda JC                                                                                | Opstelling FC Twente: |
| Arke Stadion 13.000 toeschouwers Kevin Blom | Rob Wielaert 24' Kennedy Bakırcıoğlu 49' |               | 11' Adil Ramzi 28' Adil Ramzi                                                          | Boschker, Niemeyer, Wielaert, Zomer, Heubach, Brama (46' Engelaar), Sibum, Bakırcıoğlu, Bakkal (85' Gerritsen), Nkufo, Touma                                         |
| | |               |                                                                                        | |
| 17 september 2006 | AZ | 2 - 2 (0 - 1) | FC Twente                                                                              | Opstelling FC Twente: |
| DSB Stadion 15.900 toeschouwers René Temmink | Sjota Arveladze 57' Mousa Dembélé 88' |               | 14' Blaise Nkufo (p) 81' Sharbel Touma                                                 | Boschker, Wilkshire, Wielaert, Zomer, Heubach, Sibum (53' Oude Kamphuis), Niemeyer, Engelaar, Bakırcıoğlu, Nkufo (70' Bakkal), Touma                                 |
| | |               |                                                                                        | |
| 23 september 2006 | FC Twente | 2 - 0 (1 - 0) | Sparta                                                                                 | Opstelling FC Twente: |
| Arke Stadion 13.000 toeschouwers Jack van Hulten | Edwin van Bueren (ed) 19' Blaise Nkufo (p) 49'                                                                                               |               |                                                                                        | Boschker, Wielaert, Niemeyer, Zomer, Heubach, Wilkshire, Sibum (59' Oude Kamphuis), Engelaar, Bakırcıoğlu (64' Bakkal), Nkufo, Touma (84' Gerritsen)                 |
| | |               |                                                                                        | |
| 30 september 2006 | FC Twente | 4 - 3 (1 - 2) | RKC                                                                                    | Opstelling FC Twente: |
| Arke Stadion 13.100 toeschouwers Richard Liesveld | Orlando Engelaar 45' Sharbel Touma 70' Nkufo 73' Kennedy Bakırcıoğlu 89'                                                                     |               | 17' Tim Janssen 24' Pius Ikedia 63' Tim Janssen                                        | Boschker, Niemeyer, Wielaert, Zomer, Heubach, Sibum (37' Bakkal), Wilkshire (90' Brama), Engelaar, Bakırcıoğlu, Nkufo, Touma (81' Gerk)                              |
| | |               |                                                                                        | |
| 13 oktober 2006 | ADO Den Haag | 1 - 2 (1 - 0) | FC Twente                                                                              | Opstelling FC Twente: |
| Zuiderpark Stadion 6.500 toeschouwers Pieter Vink | Michael Mols 38' |               | 57' Blaise Nkufo (p) 74' Kennedy Bakırcıoğlu                                           | Boschker, Niemeyer, Wielaert, Zomer, Heubach, Wilkshire (74' Gerk), Sibum (46' Bakkal), Engelaar, Bakırcıoğlu, Nkufo, Touma (58' Oude Kamphuis)                      |
| - ADO-speler Stijn Vreven kreeg in de 57e minuut een rode kaart en een strafschop tegen, nadat hij een inzet van Peter Niemeyer op de doellijn pareerde. | |               |                                                                                        | |
| | |               |                                                                                        | |
| 21 oktober 2006 | FC Twente | 4 - 1 (2 - 0) | Excelsior                                                                              | Opstelling FC Twente: |
| Arke Stadion 13.125 toeschouwers Pol van Boekel | Sharbel Touma 22' Otman Bakkal 29' Orlando Engelaar 56' Blaise Nkufo 63'                                                                     |               | 88' Jarda Šimr                                                                         | Boschker, Wilkshire, Wielaert, Zomer, Heubach, Brama (61' Oude Kamphuis), Engelaar (79' Sibum), Bakkal (65' Zijler), Bakırcıoğlu, Nkufo, Touma                       |
| | |               |                                                                                        | |
| 26 oktober 2006 | Feyenoord | 2 - 1 (0 - 1) | FC Twente                                                                              | Opstelling FC Twente: |
| Stadion Feijenoord 38.000 toeschouwers Dick Jol | Stein Huysegems 46' Jonathan de Guzmán 85'                                                                                                   |               | 30' Sharbel Touma                                                                      | Boschker, Wilkshire, Wielaert, Zomer, Heubach (73' Wellenberg), Oude Kamphuis (81' Brama), Bakkal (76' Sibum), Engelaar, Bakırcıoğlu, Nkufo, Touma                   |
| | |               |                                                                                        | |
| 29 oktober 2006 | FC Twente | 4 - 0 (3 - 0) | N.E.C.                                                                                 | Opstelling FC Twente: |
| Arke Stadion 13.225 toeschouwers Ruud Bossen | Rob Wielaert 10' Otman Bakkal 12' Otman Bakkal 16' Nkufo 89'                                                                                 |               |                                                                                        | Boschker, Wilkshire, Wielaert, Zomer (80' Viðarsson), Heubach, Brama (82' Sibum), Bakkal (65' Gerk), Engelaar, Bakırcıoğlu, Nkufo, Touma                             |
| | |               |                                                                                        | |
| 5 november 2006 | FC Utrecht | 0 - 0         | FC Twente                                                                              | Opstelling FC Twente: |
| Stadion Galgenwaard 19.700 toeschouwers Peter Vervecken | |               |                                                                                        | Boschker, Wilkshire, Wielaert, Zomer, Heubach, Oude Kamphuis (83' Brama), Bakkal, Engelaar, Bakırcıoğlu, Nkufo, Touma                                                |
| | |               |                                                                                        | |
| 12 november 2006 | FC Twente | 7 - 1 (2 - 1) | FC Groningen                                                                           | Opstelling FC Twente: |
| Arke Stadion 13.225 toeschouwers Pieter Vink | Blaise Nkufo (p) 16' Kennedy Bakırcıoğlu 45' Kennedy Bakırcıoğlu 52' Blaise Nkufo 71' Luke Wilkshire 85' Sergio Zijler 89' Sergio Zijler 90' |               | 22' Goran Lovre                                                                        | Boschker, Wilkshire, Wielaert, Zomer, Heubach, Brama (46' El Ahmadi), Engelaar (87' Sibum), Bakkal, Bakırcıoğlu, Nkufo (80' Gerk), Zijler                            |
| - De uitslag van 7-1 betekende een recordoverwinning van FC Twente in het Arke Stadion. Het was FC Twente's 1400e competitieduel in het betaalde voetbal, daarnaast was het eerste doelpunt van Kennedy Bakırcıoğlu Twente's 2200e competitiegoal in het betaalde voetbal en speelde Sander Boschker zijn 424e competitiewedstrijd voor FC Twente: een verbetering van het clubrecord van Epi Drost. | |               |                                                                                        | |
| | |               |                                                                                        | |
| 19 november 2006 | Ajax | 1 - 1 (0 - 1) | FC Twente                                                                              | Opstelling FC Twente: |
| Amsterdam ArenA 49.364 toeschouwers Kevin Blom | Wesley Sneijder 48' |               | 8' Orlando Engelaar                                                                    | Boschker, Wilkshire, Wielaert, Zomer, Heubach, Bakkal (50' Niemeyer), Engelaar, El Ahmadi, Bakırcıoğlu, Nkufo, Touma (69' Zijler)                                    |
| | |               |                                                                                        | |
| 24 november 2006 | FC Twente | 2 - 0 (1 - 0) | Vitesse                                                                                | Opstelling FC Twente: |
| Arke Stadion 13.250 toeschouwers Roelof Luinge | Kennedy Bakırcıoğlu 34' Blaise Nkufo 89' |               |                                                                                        | Boschker, Wilkshire, Wielaert, Zomer, Heubach, El Ahmadi, Engelaar, Bakkal (75' Zijler), Bakırcıoğlu, Nkufo, Touma (56' Niemeyer)                                    |
| | |               |                                                                                        | |
| 2 december 2006 | NAC Breda | 0 - 0         | FC Twente                                                                              | Opstelling FC Twente: |
| Rat Verlegh Stadion 14.125 toeschouwers Ben Haverkort | |               |                                                                                        | Boschker, Wilkshire, Wielaert, Zomer, Heubach, El Ahmadi, Engelaar, Bakkal, Bakırcıoğlu (90' Sibum), Nkufo (61' Zijler), Touma (32' Niemeyer) Ramon Zomer (29')      |
| | |               |                                                                                        | |
| 2 december 2006 | Willem II | 1 - 3 (1 - 2) | FC Twente                                                                              | Opstelling FC Twente: |
| Willem II Stadion 12.076 toeschouwers Pol van Boekel | Kevin Bobson 45' |               | Blaise Nkufo 30' Blaise Nkufo 42' Blaise Nkufo 67'                                     | Boschker, Wilkshire, Wielaert, Niemeyer, Heubach (65' Wellenberg), El Ahmadi (83' Brama), Engelaar, Bakkal (80' Zijler), Bakırcıoğlu, Nkufo, Touma                   |
| | |               |                                                                                        | |
| 17 december 2006 | FC Twente | 5 - 1 (2 - 1) | sc Heerenveen                                                                          | Opstelling FC Twente: |
| Arke Stadion 13.250 toeschouwers Jack van Hulten | Blaise Nkufo 8' Sharbel Touma 41' Jeroen Heubach 57' Blaise Nkufo 72' Kennedy Bakırcıoğlu 80'                                                |               | 24' Afonso Alves                                                                       | Boschker, Wilkshire (85' Niemeyer), Wielaert, Zomer, Heubach, El Ahmadi (79' Sibum), Engelaar, Bakkal (83' Gerk), Bakırcıoğlu, Nkufo, Touma                          |
| - Thomas Prager van Heerenveen kreeg in de 62e minuut een tweede gele kaart en dus rood. | |               |                                                                                        | |
| | |               |                                                                                        | |
| 24 december 2006 | Roda JC | 2 - 0 (2 - 0) | FC Twente                                                                              | Opstelling FC Twente: |
| Parkstad Limburg Stadion 13.000 toeschouwers Roelof Luinge | Dieter Van Tornhout 2' Dieter Van Tornhout 31'                                                                                               |               |                                                                                        | Boschker, Wilkshire, Wielaert, Zomer (37' Niemeyer), Heubach, El Ahmadi, Engelaar, Bakkal, Bakırcıoğlu, Nkufo, Touma (68' Zijler) Jeroen Heubach (87')               |
| | |               |                                                                                        | |
| 27 december 2006 | FC Twente | 3 - 0 (2 - 0) | AZ                                                                                     | Opstelling FC Twente: |
| Arke Stadion 13.250 toeschouwers Pieter Vink | Blaise Nkufo 30' Kennedy Bakırcıoğlu 42' Luke Wilkshire 59'                                                                                  |               |                                                                                        | Boschker, Niemeyer, Wielaert, Zomer, Wilkshire, El Ahmadi (90' Sibum), Engelaar, Bakkal (77' Wellenberg), Bakırcıoğlu, Nkufo (81' Gerk), Touma                       |
| | |               |                                                                                        | |
| 30 december 2006 | Sparta | 3 - 0 (2 - 0) | FC Twente                                                                              | Opstelling FC Twente: |
| Het Kasteel 10.000 toeschouwers Jan Wegereef | Sjaak Polak 24' Rachid Bouaouzan 31' Ivan Tsvetkov 88'                                                                                       |               |                                                                                        | Boschker, Niemeyer, Wielaert, Zomer (55' Heubach), Wilkshire (73' Kleizen), El Ahmadi, Engelaar, Bakkal, Bakırcıoğlu, Nkufo, Touma Otman Bakkal (57')                |
| | |               |                                                                                        | |
| 20 januari 2007 | RKC | 1 - 2 (1 - 1) | FC Twente                                                                              | Opstelling FC Twente: |
| Mandemakers Stadion 5.400 toeschouwers Dick van Egmond | Ricky van den Bergh (p) 26' |               | 13' Kennedy Bakırcıoğlu 85' Orlando Engelaar                                           | Boschker, Wilkshire, Wielaert, Zomer, Heubach, Brama, El Ahmadi, Engelaar, Bakırcıoğlu, Nkufo (90' Gerk), Touma (74' Aissati)                                        |
| | |               |                                                                                        | |
| 28 januari 2007 | FC Twente | 3 - 1 (1 - 1) | ADO Den Haag                                                                           | Opstelling FC Twente: |
| Arke Stadion 13.000 toeschouwers Roelof Luinge | Jeroen Heubach 15' Sharbel Touma 59' Ismaïl Aissati 89'                                                                                      |               | 33' Laurent Delorge                                                                    | Boschker, Wilkshire (13' Wellenberg), Wielaert, Zomer, Heubach, El Ahmadi, Aissati, Engelaar, Bakırcıoğlu (82' Zijler), Nkufo, Touma (74' Brama)                     |
| | |               |                                                                                        | |
| 3 februari 2007 | Excelsior | 1 - 2 (1 - 2) | FC Twente                                                                              | Opstelling FC Twente: |
| Stadion Woudestein 3.000 toeschouwers Tom van Sichem | Johan Voskamp 34' |               | 33' Karim El Ahmadi 45' Blaise Nkufo                                                   | Boschker (35' Paauwe), Wellenberg, Wielaert, Zomer, Heubach, El Ahmadi, Aissati, Engelaar, Bakırcıoğlu (74' Brama), Nkufo, Touma (88' Bakkal)                        |
| | |               |                                                                                        | |
| 11 februari 2007 | FC Twente | 3 - 0 (1 - 0) | Feyenoord                                                                              | Opstelling FC Twente: |
| Arke Stadion 13.250 toeschouwers Reinold Wiedemeijer | Jeroen Heubach 25' Kennedy Bakırcıoğlu 58' Kennedy Bakırcıoğlu 88'                                                                           |               |                                                                                        | Boschker, Wellenberg (19' Braafheid), Wielaert, Zomer, Heubach, El Ahmadi, Engelaar (81' Brama), Aissati (64' Bakkal), Bakırcıoğlu, Nkufo, Touma                     |
| | |               |                                                                                        | |
| 18 februari 2007 | sc Heerenveen | 1 - 2 (0 - 2) | FC Twente                                                                              | Opstelling FC Twente: |
| Abe Lenstra Stadion 25.500 toeschouwers Kevin Blom | Petter Hansson 67' |               | 14' Blaise Nkufo 33' Kennedy Bakırcıoğlu                                               | Boschker, Wellenberg (28' Braafheid), Wielaert, Zomer, Heubach, El Ahmadi, Engelaar, Aissati (87' Brama), Bakırcıoğlu (71' Bakkal), Nkufo, Touma                     |
| | |               |                                                                                        | |
| 24 februari 2007 | FC Twente | 0 - 0         | Willem II                                                                              | Opstelling FC Twente: |
| Arke Stadion 13.250 toeschouwers Ruud Bossen | |               |                                                                                        | Boschker, Schuurman, Wielaert, Braafheid, Heubach, Bakkal (56' Wilkshire), El Ahmadi, Aissati (78' Zijler), Bakırcıoğlu, Nkufo, Touma                                |
| | |               |                                                                                        | |
| 2 maart 2007 | N.E.C. | 0 - 3 (0 - 0) | FC Twente                                                                              | Opstelling FC Twente: |
| McDOS Goffertstadion 12.000 toeschouwers Ben Haverkort | |               | 48' Kennedy Bakırcıoğlu 54' Sharbel Touma 69' Sharbel Touma                            | Boschker, Wilkshire (84' Schuurman), Wielaert, Zomer, Heubach (76' Braafheid), El Ahmadi, Aissati (64' Bakkal), Engelaar, Bakırcıoğlu, Nkufo, Touma                  |
| - FC Twente steeg door deze overwinning naar een derde plek op de ranglijst, één punt achter AZ en één punt voor Ajax. | |               |                                                                                        | |
| | |               |                                                                                        | |
| 11 maart 2007 | FC Twente | 1 - 4 (1 - 3) | Ajax                                                                                   | Opstelling FC Twente: |
| Arke Stadion 13.250 toeschouwers Frank De Bleeckere | Blaise Nkufo 7' |               | 21' Klaas-Jan Huntelaar 30' Klaas-Jan Huntelaar 44' Ryan Babel 75' Klaas-Jan Huntelaar | Boschker, Wilkshire, Wielaert, Zomer (46' Braafheid), Heubach (78' Viðarsson), El Ahmadi, Engelaar, Bakkal (60' Aissati), Bakırcıoğlu, Nkufo, Touma                  |
| - De 1-4-nederlaag tegen Ajax was de enige thuisnederlaag in de competitie van dit seizoen. FC Twente raakte hierdoor de derde plaats in de ranglijst kwijt aan Ajax. | |               |                                                                                        | |
| | |               |                                                                                        | |
| 18 maart 2007 | FC Groningen | 1 - 1 (0 - 1) | FC Twente                                                                              | Opstelling FC Twente: |
| Euroborg 19.764 toeschouwers Pieter Vink | Luis Suárez 70' |               | 27' Sharbel Touma                                                                      | Boschker, Wilkshire, Wielaert, Zomer, Braafheid (11' Wellenberg), El Ahmadi, Engelaar, Aissati, Bakırcıoğlu, Nkufo (64' Bakkal), Touma                               |
| | |               |                                                                                        | |
| 1 april 2007 | FC Twente | 3 - 0 (2 - 0) | FC Utrecht                                                                             | Opstelling FC Twente: |
| Arke Stadion 13.250 toeschouwers Kevin Blom | Ramon Zomer 10' Blaise Nkufo 25' Kennedy Bakırcıoğlu 90'                                                                                     |               |                                                                                        | Boschker, Wilkshire (71' Wellenberg), Wielaert, Zomer, Heubach (76' Braafheid), Brama, Aissati (82' Bakkal), Engelaar, Bakırcıoğlu, Nkufo, Touma Sharbel Touma (40') |
| | |               |                                                                                        | |
| 8 april 2007 | FC Twente | 1 - 1 (1 - 1) | Heracles Almelo                                                                        | Opstelling FC Twente: |
| Arke Stadion 13.250 toeschouwers Roelof Luinge | Karim El Ahmadi 22' |               | 8' Igor Gluščević                                                                      | Boschker, Wilkshire, Wielaert, Zomer, Heubach (53' Braafheid), El Ahmadi, Engelaar, Aissati (78' Brama), Bakırcıoğlu, Nkufo, Bakkal (66' Zijler)                     |
| | |               |                                                                                        | |
| 14 april 2007 | PSV | 2 - 0 (2 - 0) | FC Twente                                                                              | Opstelling FC Twente: |
| Philips Stadion 33.600 toeschouwers Ben Haverkort | Jefferson Farfán 19' Jefferson Farfán 20' |               |                                                                                        | Boschker, Braafheid (78' Wellenberg), Wielaert, Zomer, Heubach, El Ahmadi, Aissati (77' Bakkal), Engelaar, Bakırcıoğlu (77' Arnautović), Nkufo, Touma                |
| | |               |                                                                                        | |
| 22 april 2007 | Vitesse | 1 - 1 (0 - 0) | FC Twente                                                                              | Opstelling FC Twente: |
| GelreDome 24.250 toeschouwers Reinold Wiedemeijer | Ruud Knol (p) 57' |               | 87' Blaise Nkufo                                                                       | Boschker, Wilkshire (77' Zijler), Wielaert, Zomer (61' Wellenberg), Braafheid, El Ahmadi, Aissati, Engelaar (45' Brama), Bakırcıoğlu, Nkufo, Touma                   |
| | |               |                                                                                        | |
| 29 april 2007 | FC Twente | 2 - 1 (1 - 0) | NAC Breda                                                                              | Opstelling FC Twente: |
| Arke Stadion 13.250 toeschouwers Jack van Hulten | Kennedy Bakırcıoğlu 12' Blaise Nkufo 76' |               | 80' Arne Slot (p)                                                                      | Boschker, Wilkshire, Wielaert, Braafheid, Heubach, Brama (78' Bakkal), El Ahmadi, Aissati (78' Zijler), Bakırcıoğlu, Nkufo (78' Arnautović), Touma                   |
| | |               |                                                                                        | |

### Play-offs 2007
|                                                |                                   |               |                    | |
| 9 mei 2007                                     | FC Twente                         | 1 - 1 (0 - 1) | AZ                 | Opstelling FC Twente: |
| Arke Stadion 13.250 toeschouwers Roelof Luinge | Kennedy Bakırcıoğlu 48'           |               | 13' Simon Cziommer | Boschker, Wilkshire, Wielaert, Braafheid, Heubach, El Ahmadi, Engelaar, Aissati (36' Wellenberg), Bakırcıoğlu, Nkufo, Touma (46' Zijler)               |
|                                                |                                   |               |                    | |
| 13 mei 2007                                    | AZ                                | 2 - 0 (0 - 0) | FC Twente          | Opstelling FC Twente: |
| DSB Stadion 13.232 toeschouwers Pieter Vink    | Tim de Cler 71' Jeremain Lens 89' |               |                    | Boschker, Wellenberg, Wielaert, Braafheid, Heubach (41' Zomer, 72' Zijler), Wilkshire, El Ahmadi, Engelaar, Bakırcıoğlu, Nkufo, Bakkal (84' Gerritsen) |
|                                                |                                   |               |                    | |

### KNVB beker 2006/07
|                                                               |                                                              |               | | |
| 20 september 2006                                             | DOTO                                                         | 1 - 7 (0 - 4) | FC Twente | Opstelling FC Twente: |
| Sportcomplex De Loswal 1.500 toeschouwers Reinold Wiedemeijer | Orlando Engelaar (ed) 71'                                    |               | 6' Blaise Nkufo 34' Sharbel Touma 38' Sharbel Touma 44' Kennedy Bakırcıoğlu 66' Anatoli Gerk 69' Sharbel Touma 84' Kennedy Bakırcıoğlu | Boschker, Niemeyer, Wielaert, Zomer, Wilkshire, Viðarsson, Brama (46' Gerk), Engelaar, Bakırcıoğlu, Nkufo (46' Bakkal), Touma (69' Gerritsen) |
|                                                               |                                                              |               | | |
| 8 november 2006                                               | FC Twente                                                    | 3 - 1 (2 - 1) | N.E.C. | Opstelling FC Twente: |
| Arke Stadion 8.300 toeschouwers René Temmink                  | Otman Bakkal 6' Orlando Engelaar 45' Kennedy Bakırcıoğlu 78' |               | 43' Brett Holman | Boschker, Wilkshire, Wielaert, Zomer, Heubach, Brama (80' Sibum), Bakkal (88' El Ahmadi), Engelaar, Bakırcıoğlu, Nkufo, Touma (39' Zijler)    |
|                                                               |                                                              |               | | |
| 24 januari 2007                                               | FC Twente                                                    | 1 - 2 (0 - 1) | NAC Breda | Opstelling FC Twente: |
| Arke Stadion 12.500 toeschouwers Ruud Bossen                  | Sharbel Touma (p) 75'                                        |               | 31' Glen Salmon 90' Mike Zonneveld | Boschker, Wilkshire, Wielaert, Zomer, Heubach, Brama (80' Aissati), El Ahmadi, Engelaar, Bakırcıoğlu, Nkufo, Touma                            |
|                                                               |                                                              |               | | |

### Intertoto Cup 2006
|                                                        |                                                       |               |                     | |
| 15 juli 2006                                           | Kalmar FF                                             | 1 - 0 (0 - 0) | FC Twente           | Opstelling FC Twente: |
| Fredriksskans 2.684 toeschouwers Martin Atkinson       | Mikael Blomberg (p) 51'                               |               |                     | Boschker, Wielaert, Niemeyer, Zomer, Heubach, Brama, Bakırcıoğlu, Sjoekov (54' Rahim), Touma (74' Afonso), Nkufo, Gerritsen (79' Bakkal) Ramon Zomer (50') |
|                                                        |                                                       |               |                     | |
| 22 juli 2006                                           | FC Twente                                             | 3 - 1 (0 - 0) | Kalmar FF           | Opstelling FC Twente: |
| Arke Stadion 11.250 toeschouwers Alfonso Pérez Burrull | Sharbel Touma 49' Sharbel Touma 73' Sharbel Touma 79' |               | 67' Lasse Johansson | Boschker, Rahim (73' Bakkal), Wielaert, Niemeyer, Heubach, Bakırcıoğlu, Brama, Sjoekov (63' El Ahmadi), Gerritsen, Nkufo, Touma                            |
|                                                        |                                                       |               |                     | |

### UEFA Cup 2006/07
|                                                          |                     |               |                     | |
| 10 augustus 2006                                         | FC Twente           | 1 - 1 (0 - 1) | FC Levadia          | Opstelling FC Twente: |
| Arke Stadion 8.100 toeschouwers Thorsten Kinhöfer        | Jeroen Heubach 53'  |               | 24' Nikita Andrejev | Boschker, Wielaert, Niemeyer, Zomer (46' Wilkshire), Heubach, Brama, El Ahmadi (57' Sjoekov), Bakırcıoğlu, Gerritsen (46' Bakkal), Nkufo, Touma |
|                                                          |                     |               |                     | |
| 24 augustus 2006                                         | FC Levadia          | 1 - 0 (1 - 0) | FC Twente           | Opstelling FC Twente: |
| A. Le Coq Arena 2.500 toeschouwers Marian Mircea Salomir | Konstantin Nahk 36' |               |                     | Boschker, Wilkshire, Wielaert, Zomer (64' Gerk), Heubach, Niemeyer, Brama, Bakkal, Bakırcıoğlu (64' Gakhokidze), Nkufo, Touma                   |
|                                                          |                     |               |                     | |

ADO Den Haag ·
Ajax ·
AZ ·
Excelsior ·
Feyenoord ·
FC Groningen ·
sc Heerenveen ·
Heracles Almelo ·
NAC Breda ·
N.E.C. ·
PSV ·
RKC Waalwijk ·
Roda JC ·
Sparta Rotterdam ·
FC Twente ·
FC Utrecht ·
Vitesse ·
Willem II